# John D’Emilio
John D’Emilio (* 21. September 1948 in New York City) ist ein US-amerikanischer Historiker.

## Leben
John D’Emilio ist Professor für Geschichte und Genderstudien an der University of Illinois at Chicago. Davor unterrichtete er an der George Washington University und an der University of North Carolina at Greensboro. D’Emilio erhielt von der Columbia University 1982 seinen Ph.D. Er hat ein Guggenheim-Stipendium sowie ein Stipendium des National Endowment for the Humanities inne. Von 1995 bis 1997 war D’Emilio als Founding Director des Policy Institut der National Gay and Lesbian Task Force tätig. Er schrieb mehrere Bücher und erhielt 2005 den Brudner Prize der Yale University.
Sein wichtigstes und meistzitiertes Buch ist das 1983 erschienene Werk Sexual Politics, Sexual Communities. Es wird als Standardwerk über die Homophilenbewegung in den Vereinigten Staaten in der Zeit von 1940 bis 1970 angesehen. D’Emilio wurde dafür 1984 mit dem Stonewall Book Award in der Kategorie Sachbuch ausgezeichnet. 2004 wurde auch seine Biographie Lost Prophet: Bayard Rustin and the Quest for Peace and Justice in America mit diesem Preis ausgezeichnet.

## Schriften
- Lost Prophet: Bayard Rustin and the Quest for Peace and Justice in America, (The Free Press, 2003)
- The World Turned: Essays on Gay History, Politics, and Culture, (Duke University Press, 2002)
- Creating Change: Sexuality, Public Policy and Civil Rights, (New York: St. Martin’s Press, 2000). Herausgegeben mit William Turner und Urvashi Vaid
- Making Trouble: Essays on Gay History, Politics, and the University, (New York: Routledge, 1992)
- Intimate Matters: A History of Sexuality in America, (New York: Harper and Row, 1988; 2. erweiterte Ausgabe, University of Chicago Press, 1997). Co-Autor Estelle Freedman
- Sexual Politics, Sexual Communities: The Making of a Homosexual Minority in the United States, 1940–1970 (Chicago: University of Chicago Press, 1983; 2. Ausgabe, 1998)
- The Civil Rights Struggle: Leaders in Profile, (New York: Facts-on-File, Inc., 1979). Herausgegeben, mit einer Einleitung
- The Universities and the Gay Experience: of a Conference Sponsored by the Women and Men of the Gay Academic Union, (New York, 1974). Herausgegeben, mit einer Einleitung

## Ehrungen, Preise und Anerkennungen
| Jahr(e)       | Beschreibung                                                                                            |
| ------------- | --- |
| 2005          | Induction, City of Chicago Gay and Lesbian Hall of Fame                                                 |
| 2005          | Brudner Prize, Yale University, for lifetime contribution to the development of lesbian and gay studies |
| 2004          | „Chicagoans of the Year“, Chicago Tribune                                                               |
| 2004          | American Library Association, Stonewall Award, Best Gay and Lesbian Nonfiction Book, for Lost Prophet   |
| 2004          | Publishing Triangle, Randy Shilts Award, Best Gay Nonfiction Book, for Lost Prophet                     |
| 2003          | National Book Award Finalist, Nonfiction, Lost Prophet                                                  |
| 2003          | Editor’s Choice, Best Book Award for The World Turned, Lambda Literary Foundation                       |
| 2003–2005     | University Scholar Award, University of Illinois at Chicago                                             |
| 2002–2004     | Organization of American Historians, Distinguished Lecturer                                             |
| 2001–2002     | Fellowship, Institute for the Humanities, UIC                                                           |
| 2000–2003     | President’s Distinguished Speaker, University of Illinois                                               |
| 2000          | Research Grant, Office of the Vice-Chancellor for Research, University of Illinois at Chicago           |
| 1999          | David R. Kessler Lecturer, Center for Lesbian and Gay Studies, City University of New York              |
| 1999          | Research Grant, Lyndon Baines Johnson Library Foundation                                                |
| 1998–1999     | Fellowship, John Simon Guggenheim Memorial Foundation                                                   |
| 1997–1998     | Fellowship, National Endowment for the Humanities                                                       |
| 1995          | Fellowship, National Humanities Center (abgelehnt)                                                      |
| 1995          | Fellowship, Stanford Humanities Center (abgelehnt)                                                      |
| 1994          | Research Grant, American Philosophical Society                                                          |
| 1993          | Research Grant, John F. Kennedy Library                                                                 |
| 1993 (Sommer) | Fellow, Humanities Research Centre, Australian National University, Canberra                            |
| 1992          | Research Grant, Schlesinger Library, Radcliffe College                                                  |
| 1990–1991     | Fellow, Center for Advanced Study in the Behavioral Sciences, Stanford, California                      |
| 1985          | American Council of Learned Societies, Fellowship for Studies in Modern Society and Values              |
| 1984          | Best Book Award of the Task Force on Gay Liberation of the American Library Association                 |
| 1984          | UNCG Excellence Foundation, Summer Research Grant                                                       |
| 1983          | Nominee, University of Chicago Press, für Pulitzer Prize in U.S. History                                |